# 海晉
海晉（Hoi Chun，代號Q10）是香港西貢區議會下轄的選區，2019年設立，涵蓋私人住宅屋苑為主，2023年取消，末任區議員為新民主同盟黎煒棠。

## 範圍
選區位於將軍澳南，寶邑路以南的範圍，包括天晉 II、IIIA、IIIB、海天晉、帝景灣、The Parkside、嘉悅、Savannah、海翩滙、Monterey、藍塘傲及Capri；與其相鄰的選區有寶怡、軍寶、富君、澳唐與及維景，以私人住宅屋苑為主，名稱來自海翩滙及天晉各取一字，投票站設於法國國際學校將軍澳校舍。

## 沿革
海晉選區位處於港鐵將軍澳站寶邑路以南，2000年完成填海工程後，基於土地規劃改變，未有立即發展，而劃入鄰近的維景灣畔所屬的選區。2010年代區內屋苑陸續落成，2015年區議會選舉則連同唐俊街以東劃入寶怡選區。2018年選舉管理委員會因應原有寶怡選區在寶邑路以南、唐俊街以西多個屋苑入伙後，預計人口超出法例許可的上限，故增加新選區以吸納超出的人口。當中以原區界內唐賢街、翠嶺路、寶邑路、唐俊街、至善街範劃出海晉選區。諮詢時未有反對意見，結果維持原有計劃，劃出本選區。
2019年區議會選舉，本區吸引到五人參選，當中包括無黨派劉偉卓、將軍澳民生關注組趙志民、新民主同盟黎煒棠、無黨派何金榮以及專業動力林樂儀，形成五人混戰。最後本區成為當屆選舉投票率最高的選區，由新民主同盟黎煒棠以2,099票，大勝另外四名對手而當選。2021年6月，新民主同盟宣佈解散，成員改以獨立民主派身份活動；2021年7月，黎氏因應政府計劃追討協助民主派初選區議員的酬金津貼傳聞所帶動的區議員辭職潮中，辭去區議員職務。

## 歷屆議員
| 屆別                  | 議員   | 政治聯繫 | 政治聯繫               |
| --------------------- | ------ | -------- | ---------------------- |
| 2020年－2021年7月12日 | 黎煒棠 |          | ND 新民主同盟 → 無黨籍 |
| 2021年7月13日－2023年 | 懸空   | 懸空     | 懸空                   |

## 歷屆選舉結果
| 政党   | 政党             | 候选人    | 票数  | %     | ±      |
| ------ | ---------------- | --------- | ----- | ----- | ------ |
|        | 無黨派           | ①. 劉偉卓 | 17    | 0.44  | 新選區 |
|        | 將軍澳民生關注組 | ②. 趙志民 | 240   | 6.09  | 新選區 |
|        | 新民主同盟       | ③. 黎煒棠 | 2,099 | 53.27 | 新選區 |
|        | 無黨派           | ④. 何金榮 | 234   | 5.94  | 新選區 |
|        | 專業動力         | ⑤. 林樂儀 | 1,350 | 34.26 | 新選區 |
| 多数票 | 多数票           | 多数票    | 749   | 19.01 | 新選區 |